# Schloss Sulzberg
Das Schloss Sulzberg, im Volksmund auch Möttelischloss genannt, ist eine Burg auf dem Gebiet der Gemeinde Untereggen im Wahlkreis Rorschach des Kantons St. Gallen in der Schweiz.

## Lage
Die Burg steht auf einer auslaufenden Felsrippe hoch über dem Bettlerenbach, am Weg von Goldach nach Untereggen.

## Geschichte
Schloss Sulzberg hat eine weit zurückreichende Geschichte. Der mächtige Wohn- und Wehrturm wurde vermutlich um 1260 erstellt, von wem ist nicht bekannt. Erster im Zusammenhang mit dem Schloss namentlich erwähnter ist Rudolf I. von Sulzberg. Die Herren von Sulzberg stammten aus der bayerischen Marktgemeinde Sulzberg. Um die Mitte des 13. Jahrhunderts stellten sie sich in den Dienst des Bischofs von Konstanz. Von ihrer Burg aus verwalteten sie als Konstanzer Ministerialen nicht nur zahlreichen Ländereien, sondern fungierten auch als Gerichtsherren von Goldach und Thal.
Mit Rudolf V. starben die Sulzberger am 2. November 1396 im Mannesstamm aus. Der Kirchensatz und das Patronatsrecht der St. Mauritius-Pfarrei gelangten über Elisabeth von Sulzberg an die Herren von Adlikon. Die Vogtei und den Kehlhof Horn hatte Klara von Sulzberg schon zuvor als Mitgift in ihre Ehe mit dem Ritter Eglof von Rorschach gebracht.
Die Burg sowie deren dazugehörigen Güter gingen je zur Hälfte an Jost Meier aus Altstätten sowie an den reichen Arboner Bürger Hans Schub. Letzterer nahm daraufhin seinen Wohnsitz auf Schloss Sulzberg.
Der Meier'sche Burganteil gelangte über Burkhard Schenk von Kastel 1412 an Lienhard Payer aus St. Gallen, von dem sie der Junker Hans Gnäpser erwarb. Dessen Familie veräusserte ihren Anteil an der Anlage im Jahre 1474 an Jörg Mötteli aus Ravensburg. 1490 erwarb er für die Summe von 1018 Pfund auch die zweite Hälfte der Burg, verkaufte diese aber nur drei Jahre später mit einem Gewinn von 662 Gulden an seinen Bruder Rudolf.

Die reiche Kaufmannsfamilie Mötteli nannte sich ab etwa 1468 Herren von Rappenstein. Sie veränderte die Burg durch bedeutende Umbauten. Im Bereich des Burghofs wurde ein tief unterkellerter Wohntrakt an den Turm angefügt; ein weiterer Palas an der Nordseite des Turms ergänzte Sulzberg zur winkelförmigen, zweiteiligen Anlage.
Im Jahre 1573 starb mit Johann Jakob von Rappenstein der letzte männliche Vertreter des Geschlechts. Über seine Verwandte Wendelgard von Rappenstein, die etwa um 1578 Hektor Studer von Winkelbach heiratete, kam das Schloss Sulzberg an dessen Familie.
Als die Familie Studer von Winkelbach keine männlichen Erben mehr hatte, kam der Besitz durch Maria Salome Studer von Winkelbach an die Familie ihres Ehemanns Johann Kaspar Rugg von Tannegg. Nach dessen Tod verkauften seine Erben die Anlage 1649 an den Hauptmann der Gemeinde Untereggen, Jakob Hädener, von dessen Sohn sie 1667 der in französischen Diensten stehende Gardehauptmann Johann Rudolf von Salis-Zizers erwarb.
Einem zum Katholizismus zurückgekehrten Zweig dieses einflussreichen Bündner Geschlechts angehörend, begann Johann Rudolf von Salis wenig später mit dem sich bis 1688 hinziehenden Neubau des Unteren Schlosses in Zizers; eine begonnene Erneuerung von Schloss Sulzberg blieb dagegen unvollendet. Da Johann Rudolf mit dem Freihof bzw. Salishof in Rorschach seiner Familie noch ein weitaus bequemeres Domizil erworben hatte, weilten seine Nachkommen nur selten auf Sulzberg: Das Fideikommiss interessierte in erster Linie um seiner landwirtschaftlichen Erträge willen. In der ältesten zeichnerischen Darstellung des Zürchers Hans Wilpert Zoller erscheint der Turm im Jahr 1713 als Ruine, der Wohntrakt wird als unvollendet und weitgehend unbewohnbar beschrieben.
1784 reichten die Brüder Johann Heinrich und Rudolf von Salis-Zizers beim Fürstabt Beda Angehrn ein Gesuch ein, das den gänzlichen Abbruch von Schloss Sulzberg vorsah. Der Fürstabt gebot daraufhin die Erhaltung des Burgstocks, da er die verbleibenden Feudalrechte an das alte Rechtssymbol des Turms gebunden haben und nicht auf einen Neubau übertragen wollte. So wurde der Turm instand gesetzt und mit einem Mansarddach versehen. Während der grössere Wohntrakt teilweise in spätbarocken Formen erneuert und in einen bewohnbaren Zustand gebracht wurde, verschwand der an der Nordseite des Turms angebaute zweite Palas, das «kleine Schloss», vollständig. Durch diese Baumassnahmen erhielt die Anlage – mit Ausnahme des Bergfrieds, dem im Hinblick auf eine kurzfristige Nutzung als Restaurant um 1875 ein weiteres Geschoss mit Umgang aufgesetzt wurde – ihr heutiges Aussehen.
Nachdem die Familie von Salis ihr Gut Sulzberg am 2. Juni 1857 für 160.000 Franken an Johann Jakob Brunner aus St. Gallen verkauft hatte, folgten zahlreiche Besitzerwechsel, ehe es an den Chemiker Dr. Samuel Billwiller kam. Dessen Sohn restaurierte das Schloss zwischen 1946 und 1949 und verkaufte es im Jahre 1951 an den Zahnarzt Dr. Martin Spirig. Dieser liess die nördliche Ringmauer teilweise rekonstruieren und richtete den langgestreckten Gewölberaum an der Nordseite des Palas zu einer dem hl. Mauritius und den 14 Nothelfern geweihten Kapelle her.
Die Erbengemeinschaft Spirig verkaufte es 1985 an den Architekten Andreas Eberle unter dessen Regie es in rund eineinhalbjähriger Bauzeit renoviert und unter Berücksichtigung der äusseren Substanz aus- und umgebaut wurde.
Der Palas und ein Neubau am Ort des ehemaligen Wohnhauses für Dienstleute an der Westmauer beherbergen heute Wohnungen. Das Turmzimmer und die Kapelle werden seit 2006 nicht mehr vermietet.

## Beschreibung

### Bergfried
Vom ursprünglichen Baubestand ist noch der über 20 Meter hohe Bergfried erhalten, dessen Grundfläche eine quadratische Form mit zehn Metern Seitenlänge aufweist. Der Turm ist aus roh behauenen Sandsteinquadern erbaut, wobei die Eckverbände Kantenschlag aufweisen. Seine Mauerdicke beträgt an der Basis 3,40 Meter. Das oberste Stockwerk des Turms datiert in die Jahre nach 1875. Ursprünglich befand sich dort wohl ein vorkragender hölzerner Obergaden, gestützt von Bügen mit Auflagern, deren Balkenlöcher noch sichtbar sind.
Der heutige, ebenerdige Zugang wurde um 1877 ausgebrochen, doch der ursprüngliche Hocheingang im zweiten Stockwerk ist noch erhalten. Einzelne schmale Luftschlitze mit horizontalen Abdeckplatten sind auf die drei ursprünglichen Geschosse verteilt, deren einstige Aufteilung durch erhaltene Auflager der ehemaligen Bodenbalken noch gut sichtbar ist.
Der Wohn- und Wehrturm, wohl in der zweiten Hälfte des 13. Jahrhunderts erbaut, befand sich im Zentrum eines von einer Ringmauer geschützten Hofes, der auch heute noch über einen Halsgraben erreichbar ist.

### Palas
In seinen Grundelementen hat sich auch der südöstlich an den Bergfried angebaute Palas erhalten. Er wurde wahrscheinlich gegen Ende des 14. Jahrhunderts errichtet und im 15. und 16. Jahrhundert umgebaut. Das dreigeschossige Gebäude trägt ein halbes Teilwalmdach mit geschweiftem Quergiebel.
Über dem grossen Kellergewölbe aus dem 15. Jahrhundert liegt im Erdgeschoss eine Kapelle. Im ersten Stock des Palas befindet sich die grosse Burgstube mit einer spätgotischen Bohlenbalkendecke und tiefen Fensternischen. Ein 1583 datiertes Türgericht trägt das Wappen der Familie Studer von Winkelbach.

### Wirtschaftsgebäude
Die ehemaligen Gesinde- und Wirtschaftsgebäude lehnten sich an die nördliche und westliche Ringmauer an. Sie waren zum Teil in Fachwerkbauweise ausgeführt und stützten sich auf die Mauer.

### Umgebung
Die Anlage wird von einem grossen Garten und einem 17 Hektar grossen, unter Naturschutz stehenden Gebiet umgeben. Dieses umfasst drei Weiher, von denen der Schlossweiher mit über 400 Meter Länge der grösste ist. Dank seiner Lage mit einem umfassenden Rundblick auf den Bodensee, von Bregenz bis nach Meersburg, vom vorgelagerten Schweizer Gebiet von Altenrhein bis weit über Romanshorn und tief hinein nach Süddeutschland, wird die Umgebung des Schlosses immer wieder gerne von Wanderern besucht.